# Saxhyttan (Hällefors)
Saxhyttan is een plaats in de gemeente Hällefors in het landschap Västmanland en de provincie Örebro län in Zweden. De plaats heeft 82 inwoners (2005) en een oppervlakte van 27 hectare.